# Яхта

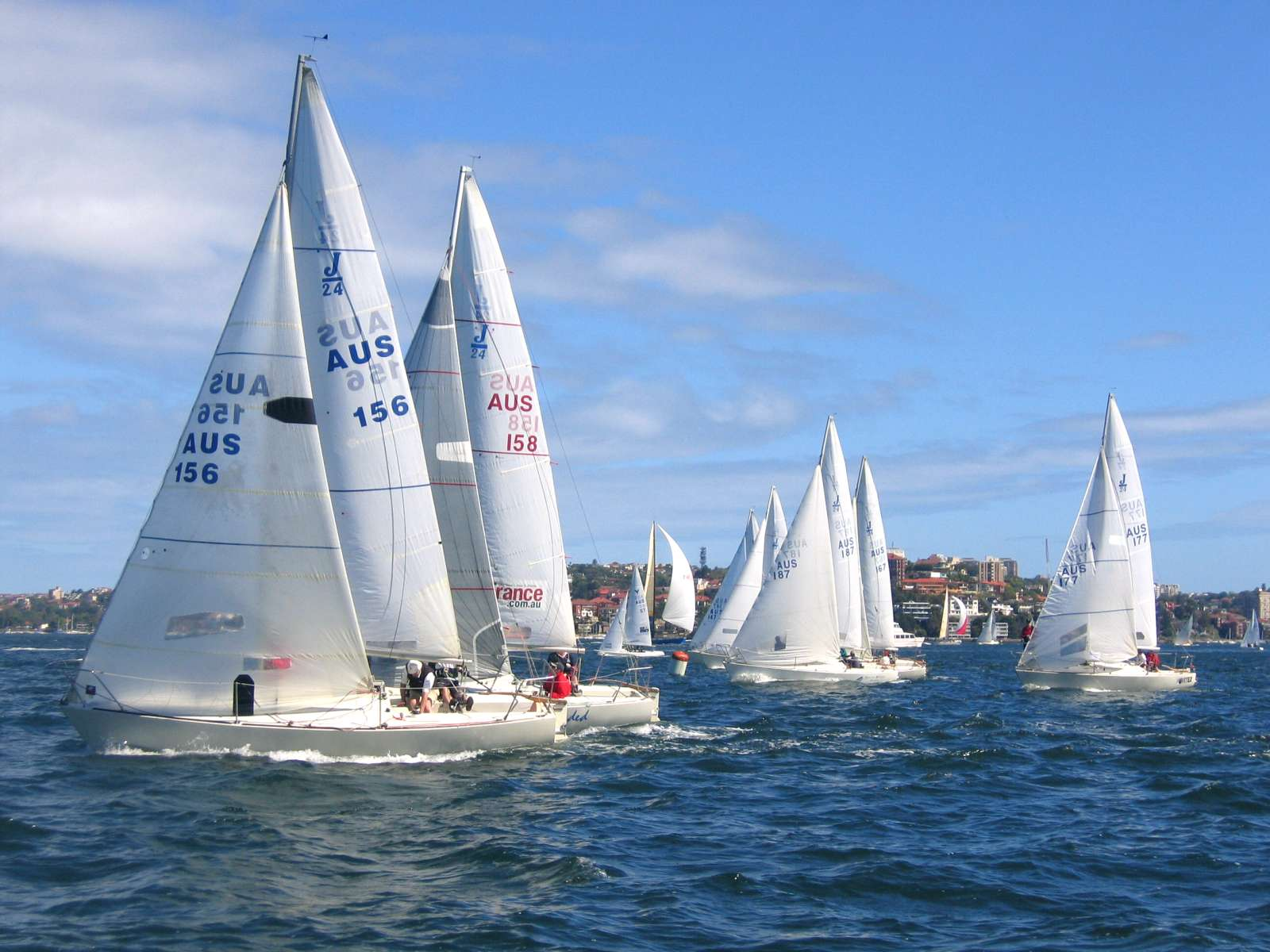
Перегони яхт. Сідней, Австралія

Я́хта (нід. jacht, від jagen — «гнати, переслідувати») — легке, швидке судно, за правилами з палубою та каютою. Сьогодні, найчастіше — будь-яке вітрильне, моторне або вітрильно-моторне пасажирське судно, призначене для спортивних або туристичних цілей.
У сучасній міжнародному мовному вжитку використанні термін «яхта» стосується насамперед швидкісних суден для приватного користування та відпочинку. Останнього часу поширюється клас гігантських моторних багатопалубних супер- та мега-яхт, які своїми розмірами дорівнюють великим військовим кораблям — ескадреним міноносцям та крейсерам. Поступово збільшується також клас багатощоглових вітрильних яхт. Якщо на початку ХХ ст. великі приватні яхти були в основному привілеєм королівських осіб та голів держав, то на початку ХХІ ст. вони стали соціальним статусним символом та об'єктами вкладення грошей мільйонерів та мільярдерів.

## Архітектура корпусу
Розрізняють однокорпусні яхти (найпоширеніші), двокорпусні — катамарани, трикорпусні яхти — тримарани, а також багатокорпусні — полімарани (наприклад, пентамарани). Найпоширенішим типом озброєння вітрильних яхт є бермудський шлюп, що споряджається бермудським гротом, 1-2 стакселями й спінакером.

## Цікаві факти
Рекорд швидкості для вітрильних яхт належить французькій експериментальній яхті на підводних крилах «Hydroptere» і становить 97,90 км/год.
Рекорд добового переходу належить яхті «ABN AMRO TWO» класу «Volvo Open 70» — в ході навколосвітніх перегонів ця однокорпусна спортивна яхта за 24 години пройшла 1042,6 км (562,96 морських миль), тобто середня швидкість становила 43.442 км/год. Максимальна швидкість для цього типу яхт сягає 70 км/год.

## Найвідоміші яхти
- «Америка» — крейсерська яхта, що першою з неанглійських яхт в 1851 виборола кубок «Ста гіней»
- «Спрей» — яхта Джошуа Слокама
- Gipsy Moth IV, яхта сера Френсіса Чичестера (збудована 1966)
- Azzam, найбільша в світі моторна яхта (збудована 2013), довжина 180 м.
- White Pearl, найбільша в світі вітрильна яхта (збудована 2014), довжина 142,8 м.

## Виноски
1. ↑  Яхта // Великий тлумачний словник сучасної української мови (з дод. і допов.) / уклад. і гол. ред. В. Т. Бусел. — 5-те вид. — К. ; Ірпінь : Перун, 2005. — ISBN 966-569-013-2.